# 666 Ways to Love: Prologue
666 Ways to Love: Prologue is een ep van de Finse band HIM, dat is uitgebracht in 1996. De ep verscheen alleen in Finland. Het album is geproduceerd door Hiili Hiilesmaa en is de eerste uitgave na een demo in 1995. Er waren slechts 1000 exemplaren verkrijgbaar. De vrouw op de cover is de moeder van HIM's leadzanger, Ville Valo.

## Lijst van Nummers
Alle liedjes geschreven door Ville Valo, behalve waar anders aangegeven wordt.
1. "Stigmata Diaboli" – 2:55
2. "Wicked Game" (Chris Isaak) – 3:56
3. "Dark Sekret Love" – 5:19
4. "The Heartless" – 7:25

## Muzikanten
HIM
- Ville Valo – zang
- Mikko Lindström – gitaar
- Mikko Paananen – basgitaar
- Juhana “Pätkä” Rantala – drums

Aanvullende muzikanten
- Sanna-June Hyde – zang op "Dark Sekret Love"
- Hiili Hiilesmaa – Moog-synthesizer op  "Dark Sekret Love"